# 235 v. Chr.
Portal Geschichte | Portal Biografien | Aktuelle Ereignisse | Jahreskalender | Tagesartikel

◄ |
4. Jahrhundert v. Chr. |
3. Jahrhundert v. Chr. |
2. Jahrhundert v. Chr. |
►

◄ | 250er v. Chr. | 240er v. Chr. | 230er v. Chr. | 220er v. Chr. |
210er v. Chr. |
►

◄◄ | ◄ | 238 v. Chr. | 237 v. Chr. | 236 v. Chr. | 235 v. Chr. |
234 v. Chr. |
233 v. Chr. |
232 v. Chr. |
► |
►►
Staatsoberhäupter

## Ereignisse

### Politik und Weltgeschehen

#### Westliches Mittelmeer
- In Rom ordnet Konsul Titus Manlius Torquatus die Schließung der Pforten des Janustempels an als Zeichen dafür, dass im ganzen Römischen Reich Frieden herrscht.
- Kleomenes III. wird König von Sparta. Er setzt die Reformpolitik von Agis IV. fort.

#### Östliches Mittelmeer
- Megalopolis und Kleonai werden Mitglied des Achaiischen Bundes. Lydiades gibt seine Stellung als Tyrann von Megalopolis auf und wechselt sich in der Folge mit Aratos von Sikyon als Stratege des Bundes ab. Kämpfe gegen Argos bleiben zunächst ohne Erfolg, doch wird Aristippos, Tyrann von Argos, in einem Gefecht getötet.
- um 235 v. Chr.: Nach dem Tod von König Ptolemaios von Epiros folgt ihm seine Schwester Deidamia auf dem Thron.

#### Asien
- Euthydemos I. stürzt Diodotos II., den Herrscher des Griechisch-Baktrischen Königreichs und macht sich an dessen Stelle zum neuen König.

### Kultur
- Aufführung des ersten Dramas von Gnaeus Naevius in Rom.

## Geboren
- Publius Cornelius Scipio Africanus, römischer Feldherr und Staatsmann († 183 v. Chr.)
- Elalan, Chola König († 161 v. Chr.)

## Gestorben
- Leonidas II., spartanischer König